# Pseudoseptoria donacicola
Pseudoseptoria donacicola är en svampart som beskrevs av Speg. 1910. Pseudoseptoria donacicola ingår i släktet Pseudoseptoria, divisionen sporsäcksvampar och riket svampar.   Inga underarter finns listade i Catalogue of Life.